# Río Aranda
Río Aranda är ett vattendrag i Spanien.   Det ligger i provinsen Provincia de Zaragoza och regionen Aragonien, i den nordöstra delen av landet, 220 km nordost om huvudstaden Madrid.